# Brunieae
Brunieae, maleni biljni tribus iz porodice brunijevki (Bruniaceae), dio reda brunijolike. Sastoji se od tri roda sa 73 vrsta polugrmova i grmova u Južnoj Africi
Opisan je u Taxon 60(4): 1146. 2011.

## Rodovi
1. Staavia Dahl (10 spp.)
2. Berzelia Brongn. (15 spp.)
3. Brunia Lam. (38 spp.)